# 수도원도서관
수도원도서관은 수도원 내의 도서관을 일컫는 단어로, 소위 문화적 암흑기로 불리던 중세 시대의 기록을 보존하고 필사하여 후세에 전해주는 중요한 역할을 하였다. 수도원이라는 특수한 집단에 속해있기에 장서가 한정되었고 빈약했다.

## 체인 북
수도원 도서는 개인이 소유하는 개념이 아니었고, 도서관에서는 책을 사슬에 묶어 두어 도난을 방지했다. 따라서 도서관에서는 책을 대출·반납하는 개념이 아직 생기지 않았다.

## 수도원 도서관의 도서분류
수도원 도서관의 도서분류는 인벤토리 형식으로 장서수나 책의 유무등의 간단한 분류만이 이루어졌다.